# Deepfake
Et deepfake eller dyb forfalskning er en avanceret form for billedmanipulation i form af et forfalsket billede, video, lydoptagelse eller anden digital fremstilling, der er skabt ved hjælp af kunstig intelligens (AI). Det er således en avanceret form for digital forfalskning. Ofte er deepfakes falske lydoptagelser af politikere eller andre kendte personer. Det kan også være falsk pornografisk materiale, som har redigeret en kendt persons ansigt sammen med andre personers kroppe.
Der findes en række deepfakes af kendte personer, som er gået viralt på internettet. Det er eksempelvis sket for den ukrainske præsident Volodymyr Zelenskyj, sangeren Taylor Swift og youtuberen MrBeast. Også den danske statsminister Mette Frederiksen har været genstand for deepfake-videoer.

## Etymologi
Ordet "deepfake" er en kombination af begreberne deep learning, dvs. en maskinlæringsteknik, hvor dataprogrammer ved brug af kunstig intelligens kan frembringe manipulerede billeder og videoer, og fake, som betyder "falsk". Ordets oprindelse kommer fra det sociale medie Reddit. Her uploadede en bruger med navnet "Deepfake" i 2017 de første pornografiske videoer, hvor kvindekroppe var blevet forsynet med kendte kvinders ansigter. Selve deepfake-teknologien har dog været brugt af forskere siden midten af 1990'erne. Efterhånden har den så fundet vej til forskellige netfællesskaber, hvor brugerne har brugt teknologien til at skabe manipulerede filer.
På dansk gengives begrebet sommetider som det oversatte udtryk "dyb forfalskning".

## Billedmanipulation historisk set
Manipulation af billeder har været kendt, lige siden fotografiet blev opfundet. I Sovjetunionen under Stalin var billedmanipulation således en udbredt del af styrets propaganda. Eksempelvis blev udrensede politiske modstandere som Lev Trotskij konsekvent fjernet fra billeder for at eliminere deres navn fra historien. Også  i Nazi-Tyskland manipulerede nazisterne billeder, blandt andet for at forbedre fremstående nazisters fremtoning.
I den digitale tidsalder blev dataprogrammer som Paintbox og siden Adobe Photoshop og GIMP fra 1990'erne udbredt som almindelige billedredigeringsværktøjer til personlige computere. Deepfakes drejer sig i modsætning til andre former for billedredigering om en særlig grov form for bedrageri, hvor det kan være svært at opdage, at der er tale om en forfalskning, så kun en avanceret teknisk undersøgelse kan afgøre, om der er tale om en sand eller falsk fremstilling.

## Stigende problem
Efterhånden som teknologien bliver mere og mere udbredt, bliver deepfakes ikke længere kun delt i lukkede fora på nettet, men også i mere udbredte Messenger- og Snapchat-grupper. Flere eksperter advarer om, at delingen af deepfakes i løbet af et kort tidsrum kan udvikle sig til et alvorligt desinformationsproblem, fordi det bliver vanskeligere og vanskeligere at afsløre falske nyheder i takt med, at teknologien bag deepfakes bliver endnu dygtigere.